# Правило Клечковского

Упрощенная схема правила Маделунга. Состояния, пересечённые каждой красной стрелкой имеют одинаковое значение n + l. Направление же этой красной стрелки указывает порядок заполнения состояний при добавлении электронов в электронной оболочке.

Правило Клечковского (также Правило n + l; также используется названия правило Маделунга или принцип Ауфбау) — эмпирическое правило, описывающее энергетическое распределение орбиталей в многоэлектронных атомах.
Правило Клечковского гласит: Заполнение электронами орбиталей в атоме происходит в порядке возрастания суммы главного и орбитального квантовых чисел {\displaystyle n+l}. При одинаковой сумме раньше заполняется орбиталь с меньшим значением {\displaystyle n}.
Правило n + l предложено в 1936 г. немецким физиком Э. Маделунгом; в 1951 г. было вновь сформулировано В. М. Клечковским.

## Распределение электронов по орбиталям в водородоподобных и многоэлектронных атомах
По мере увеличения заряда ядра в водородоподобных атомах атомные орбитали заселяются таким образом, что появление электронов на орбитали с более высокой энергией зависит только от главного квантового числа n и не зависит от всех остальных квантовых чисел, в том числе и от l. Физически это означает, что в водородоподобном атоме орбитальная энергия электрона определяется только пространственной удаленностью зарядовой плотности электрона от ядра и не зависит от особенностей его движения в поле ядра. Поэтому энергетическая последовательность орбиталей в водородоподобном атоме выглядит просто:
{\displaystyle 1s<2s=2p<3s=3p=3d<4s=4p=4d=4f<5s\ldots }
Здесь орбитальная энергия электрона повышается только по мере увеличения главного квантового числа n и не меняется при увеличении орбитального квантового числа l; состояния с различными значениями l, но с одним и тем же значением n (например, 3s, Зр, 3d) энергетически эквивалентны, то есть соответствующие атомные орбитали (3s, Зр, 3d) обладают одинаковой энергией и оказываются энергетически вырожденными (не следует путать обсуждаемое вырождение по энергии атомных орбиталей различного типа в гипотетических водородоподобных атомах с энергетическим вырождением атомных орбиталей одного и того же типа, например Зрx, Зру и Зрz в реальных изолированных атомах).
В многоэлектронных атомах в результате межэлектронных взаимодействий происходит энергетическое расщепление (расхождение) орбиталей различного типа, но с одним и тем же значением главного квантового числа (3s<3p<3d и т. д.). Если бы это расщепление было небольшим и меньшим расщепления по энергии атомных орбиталей под воздействием изменения главного квантового числа n, то энергетическая последовательность атомных орбиталей выглядела бы так:
{\displaystyle 1s\ll 2s<2p\ll 3s<3p<3d\ll 4s<4p<4d<4f\ll 5s\ldots }
В действительности же расщепление по l, начиная с n≥З, оказывается большим, чем расщепление по n. Сложный характер межэлектронных взаимодействий предопределяет сильную зависимость орбитальной энергии каждого электрона уже не только от пространственной удаленности его зарядовой плотности от ядра (от главного квантового числа n), но и от формы его движения в поле ядра (от орбитального квантового числа l). Именно межэлектронное взаимодействие приводит к резко усложнённой (по сравнению с вышеописанной) энергетической последовательности заселяющихся электронами атомных орбиталей.
Итак, в реальных многоэлектронных атомах картина энергетического распределения орбиталей оказывается очень сложной. Строгая квантовомеханическая теория электронного строения атомов и экспериментальная спектроскопия обнаруживают энергетическую последовательность атомных орбиталей в следующем виде:
{\displaystyle 1s<2s<2p<3s<3p<4s<3d<4p<5s<4d<5p<6s<4f~{\cong }~5d<6p<7s<5f~{\cong }~6d<7p<8s}

## Формулировка правила Клечковского
Эта энергетическая последовательность легко может быть описана при помощи эмпирического правила суммы двух первых квантовых чисел, разработанного в 1951 году В. М. Клечковским и иногда называемого правилом (n+l). Это правило основано на зависимости орбитальной энергии от квантовых чисел n и l и описывает энергетическую последовательность атомных орбиталей как функцию суммы {\displaystyle n+l}. Суть его очень проста:
орбитальная энергия последовательно повышается по мере увеличения суммы {\displaystyle n+l}, причём при одном и том же значении  этой суммы относительно меньшей энергией обладает атомная орбиталь с меньшим значением главного квантового числа {\displaystyle n}.
Например, при {\displaystyle n+l=6} орбитальные энергии подчиняются последовательности {\displaystyle 4d<5p<6s}, так как здесь для {\displaystyle d}-орбитали главное квантовое число наименьшее {\displaystyle n=4}, для {\displaystyle s}-орбитали {\displaystyle n=6}; наибольшее {\displaystyle n=6}, {\displaystyle p}-орбиталь занимает промежуточное положение {\displaystyle n=5}.
Или же:
При заполнении орбитальных оболочек атома более предпочтительны (более энергетически выгодны), и, значит, заполняются раньше те состояния, для которых сумма главного квантового числа {\displaystyle n} и побочного (орбитального) квантового числа {\displaystyle l}, то есть {\displaystyle n+l}, имеет меньшее значение.
Правило (n+l) в целом хорошо иллюстрирует таблица 1, где по мере постепенного возрастания суммы (n+l) приведена энергетическая последовательность атомных орбиталей. В этой таблице не указаны нереальные (запрещенные квантовой механикой атома) варианты, для которых не выполняется обязательное требование n>l, в частности не указаны комбинации для (n+l)=6:
| n | 1 | 2 | 3 |
| l | 5 | 4 | 3 |

| (n+l) | n | l | Атомные орбитали | Атомные орбитали        |
| ----- | - | - | ---------------- | ----------------------- |
| 1     | 1 | 0 | 1s               | Первый период           |
| 2     | 2 | 0 | 2s               | Второй период           |
| 3     | 2 | 1 | 2p               | Второй период           |
| 3     | 3 | 0 | 3s               | Третий период           |
| 4     | 3 | 1 | 3p               | Третий период           |
| 4     | 4 | 0 | 4s               | Четвёртый период        |
| 5     | 3 | 2 | 3d               | Четвёртый период        |
| 5     | 4 | 1 | 4p               | Четвёртый период        |
| 5     | 5 | 0 | 5s               | Пятый период            |
| 6     | 4 | 2 | 4d               | Пятый период            |
| 6     | 5 | 1 | 5p               | Пятый период            |
| 6     | 6 | 0 | 6s               | Шестой период           |
| 7     | 4 | 3 | 4f               | Шестой период           |
| 7     | 5 | 2 | 5d               | Шестой период           |
| 7     | 6 | 1 | 6p               | Шестой период           |
| 7     | 7 | 0 | 7s               | Седьмой период          |
| 8     | 5 | 3 | 5f               | Седьмой период          |
| 8     | 6 | 2 | 6d               | Седьмой период          |
| 8     | 7 | 1 | 7p               | Седьмой период          |
| 8     | 8 | 0 | 8s               | Начало восьмого периода |

Приведённую в таблице очерёдность заполнения электронами атомных орбиталей удобно представить в виде схемы:

## Исключения из правила Клечковского
Эмпирическое правило Клечковского и вытекающее из него схема очерёдностей несколько противоречат реальной энергетической последовательности атомных орбиталей только в двух однотипных случаях, а именно:
- У атомов Cr, Cu, Nb, Mo, Ru, Rh, Pd, Ag, Pt, Au[1] имеет место «провал» электрона с s-подуровня внешнего слоя на d-подуровень предыдущего слоя, что приводит к энергетически более устойчивому состоянию атома.
- После заполнения двумя электронами орбитали 6s следующий электрон появляется на орбитали 5d, а не 4f, и только затем происходит заселение четырнадцатью электронами орбиталей 4f, затем продолжается и завершается заселение десятиэлектронного состояния 5d. Аналогичная ситуация характерна и для орбиталей 7s, 6d и 5f.

Теоретическая и фактическая электронные конфигурации противоречащие правилу приведены в таблице. 
| Атом              | 24Cr    | 29Cu     | 41Nb    | 42Mo    | 44Ru    | 45Rh    | 46Pd    | 47Ag     | 78Pt      | 79Au      | 103Lr     |
| ----------------- | ------- | -------- | ------- | ------- | ------- | ------- | ------- | -------- | --------- | --------- | --------- |
| Основная оболочка | [Ar]    | [Ar]     | [Kr]    | [Kr]    | [Kr]    | [Kr]    | [Kr]    | [Kr]     | [Xe] 4f14 | [Xe] 4f14 | [Rn] 5f14 |
| По правилу        | 3d4 4s2 | 3d9 4s2  | 4d3 5s2 | 4d4 5s2 | 4d6 5s2 | 4d7 5s2 | 4d8 5s2 | 4d9 5s2  | 5d8 6s2   | 5d9 6s2   | 6d1 7s2   |
| Эксперимент       | 3d5 4s1 | 3d10 4s1 | 4d4 5s1 | 4d5 5s1 | 4d7 5s1 | 4d8 5s1 | 4d10    | 4d10 5s1 | 5d9 6s1   | 5d10 6s1  | 7s2 7p1   |